# Aeroportul Tachilek
Aeroportul Tachilek (IATA: THL, ICAO: VYTL) este un aeroport din Statul Shan, Myanmar ce deservește zona Tachileik⁠(d).
Situat la o altitudine de 391 m, aeroportul dispune de o singură pistă.